# Immigrant Song
Immigrant Song – utwór angielskiego zespołu rockowego Led Zeppelin otwierający album Led Zeppelin III z roku 1970.
Jego cechy to charakterystyczny, zawodzący krzyk Planta na początku utworu i nieustanny, łomoczący riff Page'a, Jonesa i Bonhama. Utwór Immigrant Song został zadedykowany Islandczykowi Leifowi Ericsonowi. Tekst mówi o wikingach płynących ze Skandynawii w poszukiwaniu nowych terenów: „To fight the horde, singing and crying/Valhalla, I am coming!”.
Stanowi też jeden z nielicznych singli zespołu – takie wydanie ukazało się w listopadzie 1970, wbrew oczekiwaniom zespołu. Na liście Billboard dotarł do miejsca 16. To z tego utworu zaczerpnięto określenie na zespół Młot bogów (The hammer of the gods/will drive our ships to new lands). Słowa zainspirowały także dużą część tematyki heavy metalu, wpływając na charakter takich zespołów jak Iron Maiden czy Manowar.
Immigrant Song otwierał koncerty Led Zeppelin w latach 1970–1972. Do 1973 był grany jako bis, lecz później nie był już grany na scenie. Wersje koncertowe można usłyszeć na albumach: How the West Was Won i Led Zeppelin BBC Sessions. Jest też jednym z niewielu utworów zespołu, których użyto w filmie. Aktor Jack Black sfilmował się na scenie wraz z tysiącami krzyczących fanów, prosząc Led Zeppelin o pozwolenie na użycie Immigrant Song. Black wykorzystał go w swoim filmie Szkoła rocka. Fragment utworu został również wykorzystany w filmie Shrek Trzeci. Użyto go także w filmie Thor: Ragnarok z 2017 roku.
Piosenka w wykonaniu Karen O z zespołu Yeah Yeah Yeahs została wykorzystana w czołówce filmu Dziewczyna z tatuażem.
Utwór był podobno grany na wolnej częstotliwości radiowej przez wojsko amerykańskie podczas Wojny w Zatoce Perskiej w 1991.

## Inne wersje
Swoje wersje Immigrant Song nagrali m.in.:
- Dread Zeppelin
- Ann Wilson
- Headface
- Sebastian Bach
- Demons and Wizards
- Adagio
- Dark Angel
- Gotthard
- Coalesce
- TNT
- Informatik
- Emigranci
- Hollywood Undead
- Minimal Compact
- Karen O with Trent Reznor & Atticus Ross
- Heidevolk

Na żywo grany był przez:
- Nirvana
- Queen
- Incubus
- Acid Drinkers
- O.N.A.